# Camille Grognot
Camille Grognot ( 1792 - 1869 ) fue un micólogo, botánico, y pteridólogo francés.

## Algunas publicaciones
- camille Grognot. 1863. Plantes cryptogames-cellulaires du département de Saone-et-Loire: avec des tableaux synoptiques pour les ordres, les familles, les tribus et les genres, et al description succincte de plusiers espèces, et de beaucoup de variétés nouvelles, reconnues par l'auteur. Editor M. Dejussieu, 296 pp.

- --------------------------. 1861. Plantes vasculaires (phanérogames et cryptogames) du Département de Saône-&-Loire, á ajouter á celles mentionnées dans le Catalogue raisonné des plantes du Département de Saône-et-Loire par M. Carion. 204 pp.

- --------------------------. 1841. Questions sur diverses branches des sciences médicales. Editor Méd. Paris

- La abreviatura «Grognot» se emplea para indicar a Camille Grognot como autoridad en la descripción y clasificación científica de los vegetales.[3]

Realizó identificaciones y clasificaciones de más de 90 especies, las que publicaba habitualmente en: '